# Mycena ochracea
Mycena ochracea är en svampart som först beskrevs av G. Stev., och fick sitt nu gällande namn av E. Horak 1971. Mycena ochracea ingår i släktet Mycena och familjen Mycenaceae.   Inga underarter finns listade i Catalogue of Life.